# Hans von Tschammer und Osten
Hans von Tschammer und Osten, född 25 oktober 1887 i Dresden, död 25 mars 1943 i Berlin, var ledare för idrotten i Tyskland i egenskap av Reichssportführer, SA-Obergruppenführer och statssekreterare i riksinrikesministeriet. Tschammer und Osten var gift med Sophie Margarethe von Carlowitz.

## Biografi
Hans von Tschammer und Osten föddes 1887 i en familj av besuttna jordägare i Dresden i Kungariket Sachsen. Efter att ha genomgått en utbildning traditionellt ämnad överklassen stred han i första världskriget som officer, men blev redan 1914 så svårt sårad att hans högra hand förlamades. Under Weimarrepubliken anslöt sig Tschammer und Osten till Sturmabteilung (SA) där han till sist uppnådde Obergruppenführers grad (motsvarande general).

## Reichssportführer

Ett standar för ett Gau inom NSRL.

Efter nazisternas maktövertagande i Tyskland 1933 kom Hans von Tschammer und Osten att bli ledare för Deutscher Reichsausschuss für Leibesübungen (DRA) efter att Theodor Lewald den 12 april 1933 tvangs lämna posten som ordförande för det nationella idrottsförbundet då det till de nazistiska myndigheterna framkommit att dennes farmor var judinna. Från och med juli samma år titulerades von Tschammer und Osten som Reichssportführer, istället för Reichskommissar für Turnen und Sport och all idrottsverksamhet i det tyska riket centraliserades och underordnades hans överinsyn och kontroll. Vid makten upplöste han DRA och grundade en motsvarande nazistisk organisation som blev det styrande organet för all idrott i Tredje riket; Deutscher Reichsbund für Leibesübungen (DRL). På order av Adolf Hitler ändrade DRL namn till Nationalsozialistischer Reichsbund für Leibesübungen (NSRL), Nationalsocialistiska riksförbundet för fysisk träning, och underställdes det Nationalsocialistiska tyska arbetarepartiets (NSDAP) kontroll.
von Tschammer und Osten satt kvar på posten som Reichssportführer fram till sin död i lunginflammation 1943. Han efterträddes av Arno Breitmeyer.